# Административна подела Украјине
Украјина је подељена на 24 административне јединице које се називају областима, једну аутономну републику и два града са посебним статусом. Области се деле на мање јединице које се називају рајонима. 
Већина украјинских се области назива према обласном средишту (нпр. Лавовска област). Уз то, још се традиционално на корен речи обласног средишта додаје суфикс –шчин- и на тај начин су настали традиционални називи попут Одешчина, Кијевшчина.
Једино се Волињска и Закарпатска област са средиштима у Луцку и Ужгороду не придржавају тог корена. Кијев као главни град је административно засебна јединица која је уједно и средиште истоимене области. Уз њега, још је Севастопољ град са посебним статусом. Обласно средиште је најчешће највећи и најразвијенији град у регији.

### Аутономна Република Крим
Аутономна Република Крим (укр. Автономна Республіка Крим, рус. Автономная Республика Крым), некада под именом Кримска област Украјинске ССР, географски је смештена на кримском полуострву на југу Украјине. Главни град АР Крим је Симферопољ.

### Попис украјинских области
| Област                  | украјински | Традиционални назив | Средиште           |
| ----------------------- | ---------- | ------------------- | ------------------ |
| Виничка област          |            |                     | Виница ()          |
| Волинска област         |            |                     | Луцк ()            |
| Дњепропетровска област  |            |                     | Дњепар ()          |
| Доњецка област          |            |                     | Доњецк ()          |
| Житомирска област       |            |                     | Житомир ()         |
| Закарпатска област      |            |                     | Ужгород ()         |
| Запорошка област        |            |                     | Запорожје ()       |
| Ивано-Франковска област |            |                     | Ивано-Франковск () |
| Кијевска област         |            |                     | Кијев ()           |
| Кировоградска област    |            |                     | Кропивницки ()     |
| Луганска област         |            |                     | Луганск ()         |
| Лавовска област         |            |                     | Лавов ()           |
| Николајевска област     |            |                     | Николајев ()       |
| Одеска област           |            |                     | Одеса ()           |
| Полтавска област        |            |                     | Полтава ()         |
| Ровењска област         |            |                     | Ровно ()           |
| Сумска област           |            |                     | Суми ()            |
| Тернопољска област      |            |                     | Тернопољ ()        |
| Харковска област        |            |                     | Харков ()          |
| Херсонска област        |            |                     | Херсон ()          |
| Хмељничка област        |            |                     | Хмељницки ()       |
| Черкашка област         |            |                     | Черкаси ()         |
| Чернивачка област       |            |                     | Чернивци ()        |
| Черниговска област      |            |                     | Чернигов ()        |